# Robbie Magasiva
Robbie Magasiva, né le 21 mai 1972 à Wellington, est un acteur néo-zélandais d'origine samoane.

## Biographie
Robbie Magasiva est né à Wellington en Nouvelle-Zélande. À l'âge de cinq ans, sa famille s'installe aux Samoa, dans le village de Tanumapua à l'ouest d'Apia. La famille retourne à Wellington en 1982. Après avoir quitté l'école, il travaille comme réceptionniste et tourne dans des publicités avant de faire ses débuts à la télévision dans l'émission comique Skitz en 1994. Il obtient son premier grand rôle au cinéma dans Stickmen (2001), qui est un grand succès public en Nouvelle-Zélande. Il intègre la même année la troupe théâtrale polynésienne des Naked Samoans.
En 2006, il tourne dans la comédie à succès Sione's Wedding aux côtés de son frère Pua Magasiva et reprend son rôle dans une suite sortie en 2012. En 2009, il intègre la distribution principale du soap opera Shortland Street, rôle qu'il tient jusqu'en 2012. Depuis 2008, il est également coprésentateur, avec Beatrice Faumuina, de l'émission télévisée néo-zélandaise Tagata Pasifika, sur les populations austronésiennes.

## Filmographie

### Cinéma
- 2001 : Stickmen : Jack
- 2002 : Le Seigneur des anneaux : Les Deux Tours : Mauhúr
- 2006 : Sione's Wedding : Michael
- 2006 : In Her Line of Fire : Petelo
- 2006 : Perfect Creature : Frank
- 2007 : The Tattooist : Alipati
- 2012 : Sione's 2: Unfinished Business : Michael
- 2023 : Bad Behaviour d'Alice Englert :

### Télévision
- 1999 : Jackson's Wharf (9 épisodes) : Mason Keeler
- 2002 - 2003 : The Strip (32 épisodes) : Adam Lima
- 2003 : Power Rangers : Force Cyclone (saison 1, épisode 32) : Porter Clarke
- 2009-2013 : Shortland Street (rôle récurrent, nombreux épisodes) : Dr Maxwell Avia
- depuis 2013 : Wentworth (rôle récurrent) : Will Jackson